# Guillaume-Martin Couture
Guillaume-Martin Couture detto il Giovane (Rouen, 1732 – Passy, 27 dicembre 1799) è stato un architetto francese.

## Biografia
Allievo di Blondel nel 1748-1750, e di Antoine Matthieu Le Carpentier, non poté resistere al desiderio che aveva da tempo di recarsi in Italia per studiare i monumenti di Bramante, Palladio, Bernini, ecc. Tornato a Parigi, costruì gli hotel di Saxe, l'alto padiglione di Sèvres, vicino a Bellevue e decorò l'hotel di Coislin.
Nel 1773 fu ammesso alla Académie royale d'architecture. Nel 1773-1774, fu incaricato dal re di progettare il nuovo tribunale di Caen, ma rifiutò perché Soufflot era lo zio della moglie di Lefebvre, ingegnere capo del governo generale di quella città, al quale era stato richiesto lo stesso lavoro.
Nel 1775 diresse, nella sua città natale, la costruzione del tramezzo in marmo di Notre-Dame, per la quale il suo connazionale Le Carpentier aveva fornito il progetto. Venne incaricato, con Moreau e Antoine, di ricostruire le parti del palazzo di giustizia che erano state da poco incendiate.

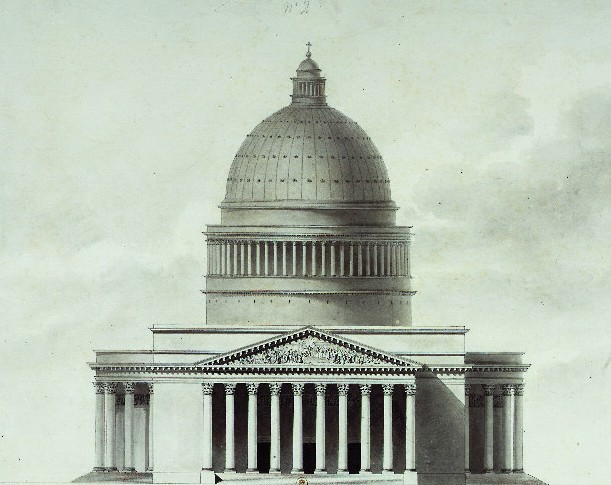
Chiesa della Madeleine - Progetto di Guillaume-Martin Couture

Alla morte del suo maestro Contant d'Ivry, nel 1777, al quale era stato associato per la costruzione della Chiesa della Madeleine a Parigi, ereditò il sito e lo tenne fino al 1789. Fece demolire tutto ciò che era stato costruito e modificò completamente i progetti per costruire un edificio con un portale in stile corinzio ispirato alla Chiesa di Sainte-Geneviève a Parigi. Essendo la navata, a suo avviso, ritenuta insufficiente, aggiunse due campate dal 1777 al 1790. Propose di rinunciare ai suoi compensi purché fosse dato il suo nome alla via che doveva iniziare dal retro dell'edificio, l'attuale rue Tronchet. Incontrò difficoltà finanziarie, e a causa degli eventi della Rivoluzione, che avevano reso impossibile continuare l'opera, morì senza aver avuto la soddisfazione di portare a termine il suo lavoro.
Nel 1799 realizzò i progetti per la ricostruzione del municipio di Saint-Omer, ma i lavori non furono eseguiti e ricevette solo 3 000 lire invece delle 6 000 richieste.
Dal 1786 al 1789 iniziò, a Caen, la costruzione della monumentale caserma Hamelin, completata nel 1833, e poi distrutta nel 1944.
Architetto del re, era un membro corrispondente delle accademie di Rouen e Caen e decorato con il cordone dell'Ordine di San Michele.
Couture morì in condizioni di povertà.

## Opere principali
- Chiesa della Madeleine